# Tour de Negro
La tour de Negro (en corse : torra di Negru) est une tour génoise située dans la commune d'Olmeta-di-Capocorso, dans le département français de la  Haute-Corse. 
Construite vraisemblablement comme plusieurs autres voisines, vers 1559-1560, la tour génoise était à la charge des habitants d'Olmeta. Elle assurait la sécurité des barques des Capcorsins qui partaient mettre en valeur les terres des Agriates. 
Elle appartient à la typologie classique des tours rondes à trois niveaux (une base aveugle, un étage au-dessus du cordon et une terrasse couronnée de mâchicoulis). Une porte unique, située au niveau du cordon, donne accès à une pièce unique couverte d'une coupole. Un escalier aménagé dans le mur conduit à la terrasse.

## Protection
La tour de Negro est inscrite monument historique par arrêté du 27 octobre 1992.